# Niki Terpstra

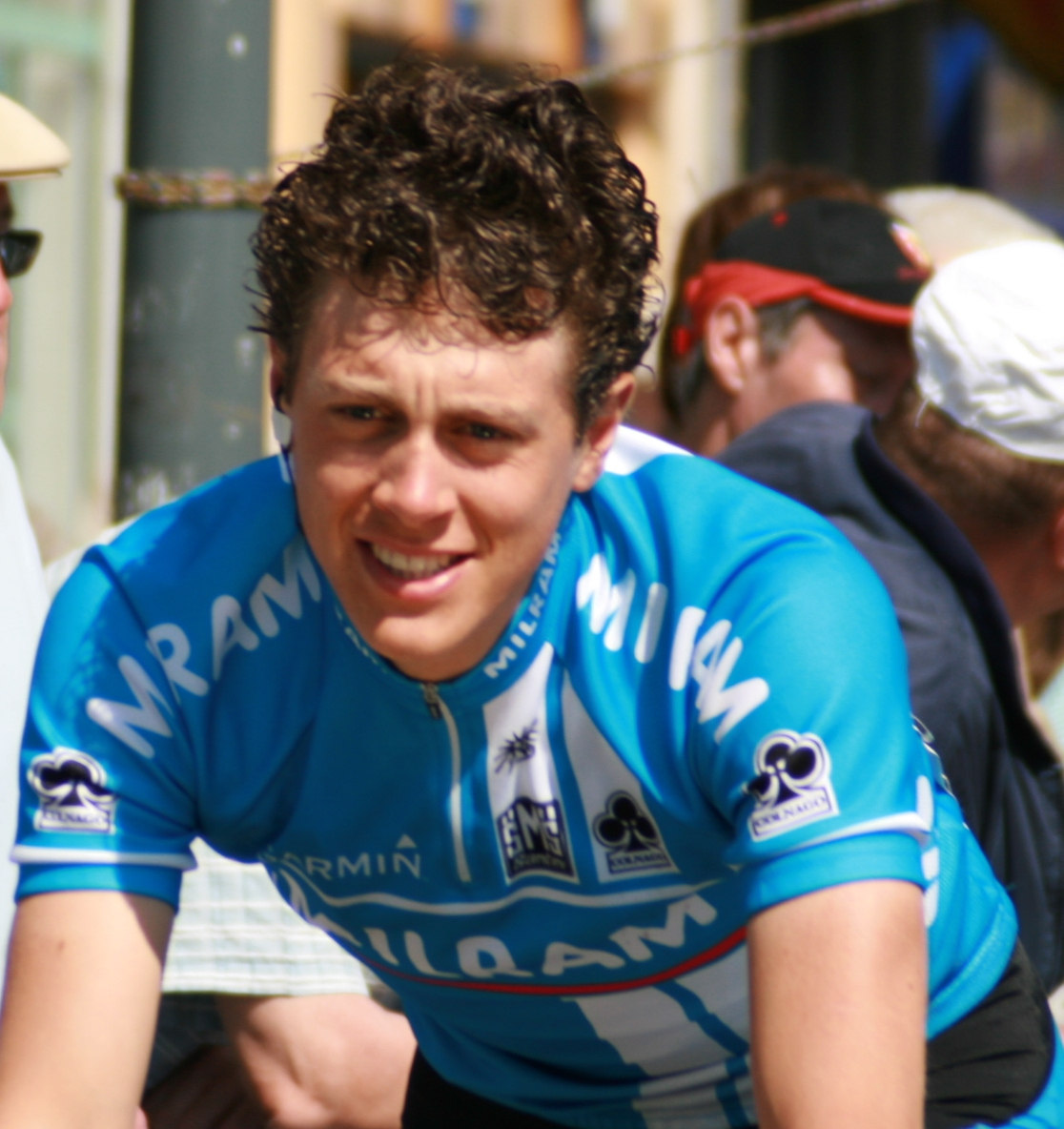
Niki Terpstra i Team Milram 2008.

Niki Terpstra, född 18 maj 1984 i Beverwijk, är en nederländsk professionell tävlingscyklist på landsväg och bana. Han tävlar för UCI World Tour-stallet Etixx-Quick Step sedan säsongen 2011.

## Karriär
Niki Terpstra blev silvermedaljör i världsmästerskapen på bana i lagförföljelse 2005 tillsammans med Levi Heimans, Jens Mouris och Peter Schep. 
Han slutade på fjärde plats i Panne tredagars 2008, och slutade därefter på 14:e plats i Flandern runt samma år. Han vann också ungdomströjan på Bayern Rundfahrt, och slutade trea i den sammanlagda ställningen före lagkamraten Christian Knees.
Efter etapp 13 på Tour de France 2008 fick Terpstra gå upp på prispallen och hämta sitt pris för den mest offensiva cyklisten under etappen. I augusti åkte han till de Olympiska sommarspelen 2008 i Peking med förhoppningen att ta medalj i lagförföljelse, men på vägen till finalen blev lagkamraten Robert Slippens tvungen att göra en manöver för att inte krocka med en bil, i stället var det Terpstra som hamnade ute i trafiken med två brutna underarmar.
Niki Terpstra vann etapp 3 av Critérium du Dauphiné Libéré 2009 framför Ludovic Turpin och Yuri Trofimov. Senare samma månad vann han etapp 1 av Ster Elektrotoer framför Lieuwe Westra och Piet Rooijakkers. Han slutade Ster Elektrotoer på andra plats bakom Philippe Gilbert.
I april 2014 tog Terpstra sin dittills största seger då han vann klassikern Paris-Roubaix. 

## Meriter
2004
Etapp 2, Ronde van Vlaams-Brabant
GP Wielerrevue
Nationsmästerskapen - bana, 50 kilometer
2005
Omloop der Kempen
Världsmästerskapen, lagförföljelse
Nationsmästerskapen - bana, 50 kilometer
Nationsmästerskapen - bana, individuell förföljelse
Nationsmästerskapen - bana, poänglopp
2006
Sydney - bana, poänglopp
Etapp 6, Tour de Normandie
Etapp 4, Belgien runt
OZ Wielerweekend
Etapp 2, OZ Wielerweekend
Ronde van Midden-Nederland
Nationsmästerskapen - bana, individuell förföljelse
Nationsmästerskapen - bana, madison (med Wim Stroetinga)
2007
Bergstävlingen, Tyskland runt
Nationsmästerskapen - bana, madison (med Wim Stroetinga)
Nationsmästerskapen - bana, scratch
2008
4:a, De Panne tredagars
Ungdomstävlingen, Bayern Rundfahrt
 Mest offensiva cyklist, etapp 13, Tour de France 2008
2009
Etapp 1, Ster Elektrotoer
Etapp 3, Critérium du Dauphiné Libéré
2:a, Ster Elektrotoer
2010
 Nationsmästerskapens linjelopp
2012
 Nationsmästerskapens linjelopp
2014
Paris-Roubaix
Tour of Qatar
Dwars door Vlaanderen
2015
Tour of Qatar
 Nationsmästerskapens linjelopp

## Stall
- Cycling Team Bert Story-Piels 2003–2004
- AXA Pro-Cycling Team 2005
- Ubbink-Syntec Cycling Team 2006
- Team Milram 2007–2010
- Quick Step 2011
- Omega Pharma-Quick Step 2012–2014
- Etixx-Quick Step 2015–